# Emeth
Emeth (hebrejsky pravda) je belgická death metalová kapela z provincie Limburk. Byla založena v říjnu 1997.
V roce 1997 vyšlo první demo s názvem Against Myself. Debutní studiové album bylo vydáno v roce 2004 a mělo název Insidious.

## Diskografie

### Dema
- Against Myself (1997)
- The Call of Siren (1998)
- Disciple (1999)

### Studiová alba
- Insidious (2004)
- Reticulated (2006)
- Telesis (2008)[2][3]
- Aethyr (2014)

### EP
- Breathing the Unclean (1999)

+ několik split nahrávek